# Alice Boyd
Alice Boyd (1825 – 1897) fue una pintora británica prerrafaelita que también fue la 14.ª Laird del castillo de Penkill en Ayrshire en Escocia. 

## Biografía

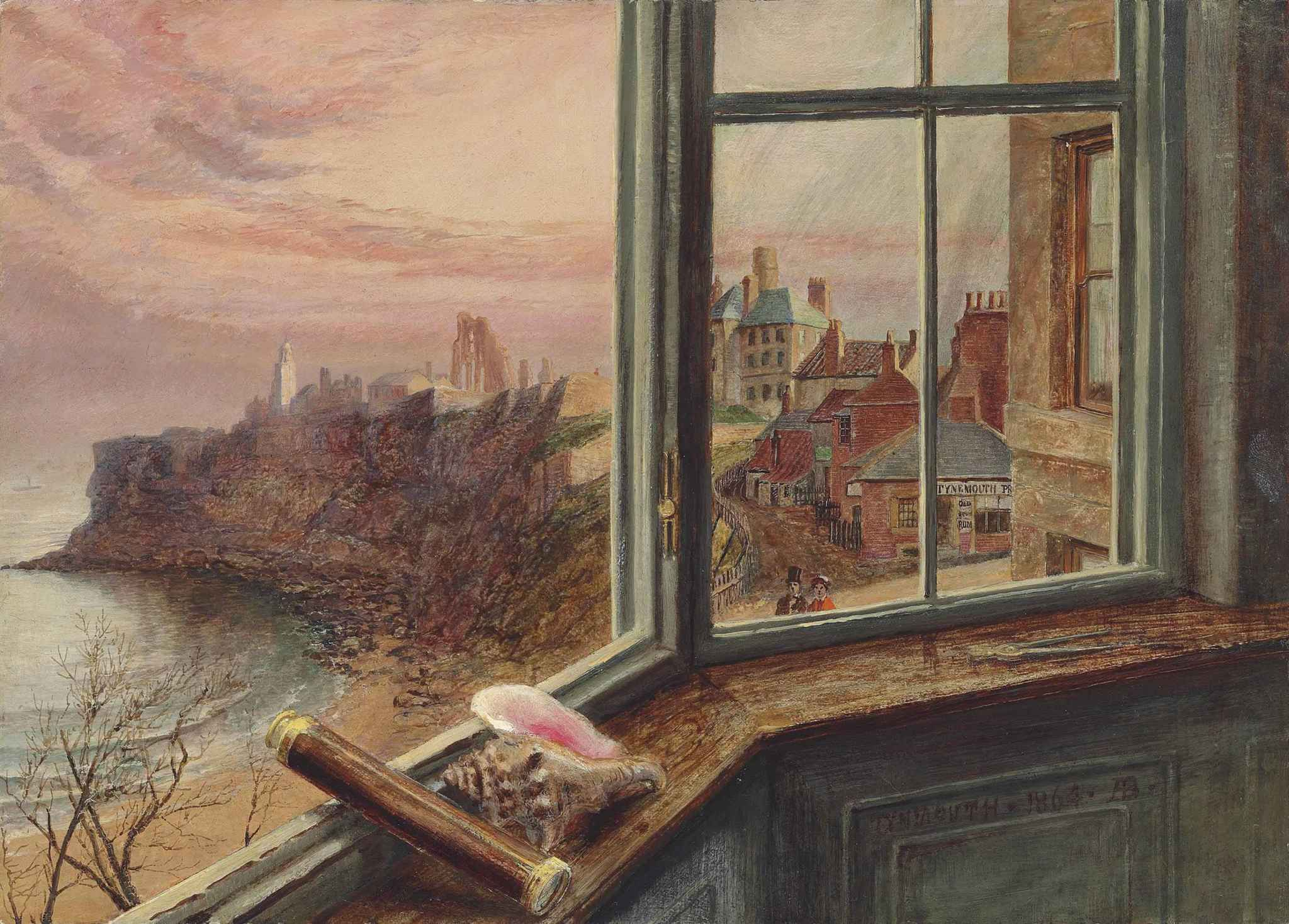
Alice Boyd, vista desde la ventana de la casa del balcón, Tynemouth, óleo sobre cartón, 1864

Alice Boyd nació en el sur de Ayrshire, Escocia, en 1825. Fue hija de Margaret Losh y Spencer Boyd, duodécima Laird de Penkill. Su familia había vivido en el castillo de Penkill desde principios del siglo XVI. Su padre murió cuando ella tenía un año y su madre se volvió a casar con un hombre llamado Henry Courtney. En 1858, su madre murió y se fue a vivir un tiempo con su abuelo a Newcastle-on-Tyne, William Losh, un comerciante acomodado. Su familia tenía un "negocio de álcali".
Mientras se hospedaba con su abuelo, Alice conoció al pintor y poeta prerrafaelita William Bell Scott, quien por aquel entonces era maestro de la Escuela de Diseño del Gobierno. Ella se convirtió en su alumna en 1859.
En esta época, Alice regresó al Castillo de Penkill para vivir con su hermano mayor Spencer, el 13er Laird de Penkill, con quien permaneció cerca durante toda su vida. En 1860, Bell Scott visitó a Penkill, y Boyd y él comenzaron una relación que duraría hasta su muerte en 1890. Aunque infelizmente casado, Bell Scott se negó a causar un escándalo al dejar a su esposa, y se estableció un ménage à trois práctico: Boyd pasó los inviernos con William y su esposa en Londres, mientras que ellos fueron a Penkill en los veranos. Otros artistas prerrafaelitas y sus amigos también fueron a Penkill a trabajar en su arte, incluidos Dante Gabriel Rossetti, Christina Rossetti y Lawrence Alma-Tadema. En 1862, Dante Gabriel Rossetti dibujó el retrato de Boyd de perfil. 
Entrenado por Bell Scott, Boyd trabajó en géneros similares: temas históricos y míticos, paisajes y retratos. También ilustró algunos de los poemas de Bell Scott. Después de su muerte en 1890, su producción se redujo abruptamente. No expuso mucho, si es que lo hizo, durante su vida, y la mayor parte de su trabajo todavía está en colecciones privadas. 
En 1865, el hermano de Boyd, Spencer, murió sin hijos y Alice se convirtió en la 14.ª Laird de Penkill y heredó el Castillo de Penkill. Se le atribuye la extensión de los terrenos originales del castillo de Penkill hacia finales de siglo.
Los documentos familiares de Boyd están en poder de la Universidad de Princeton e incluyen una historia inédita relativa a su vida en el Castillo de Penkill.